# Johannes-der-Täufer-Kirche (Ostedt)

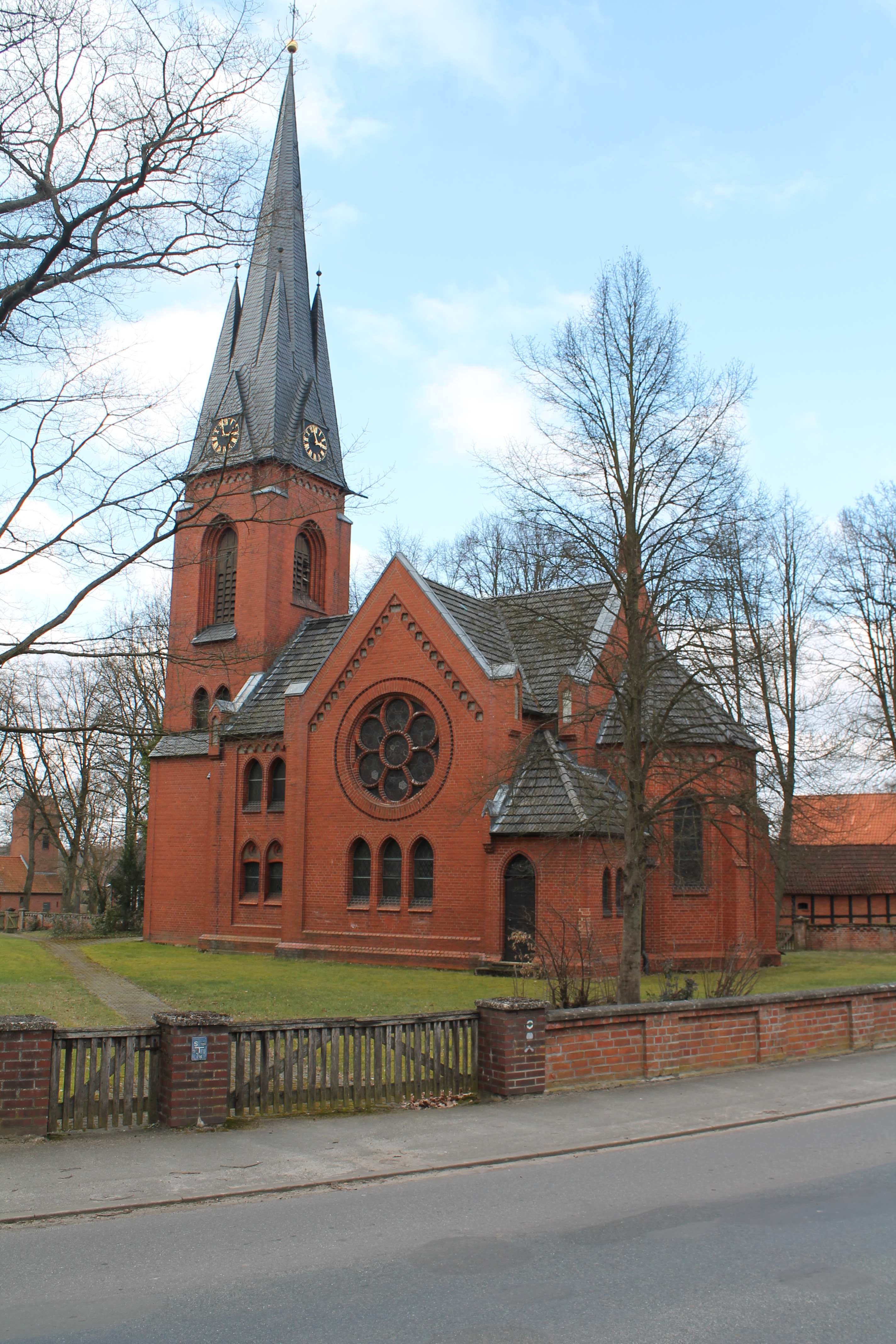
Die Johannes-der-Täufer-Kirche

Die Johannes-der-Täufer-Kirche ist eine evangelisch-lutherische Kirche im zur Gemeinde Wrestedt gehörenden Dorf Ostedt im Landkreis Uelzen.

## Lage und Umgebung
Das Dorf Ostedt wurde erstmals 1032 als „Otstide“ schriftlich erwähnt, jedoch entstand die Siedlung bereits früher. Funde aus der Zeit vor Christi Geburt (Eisenschlacke und große Findlinge) belegen die frühe Besiedlung des Gebiets.

## Geschichte
Im Jahr 1377 wurde in Ostedt eine Feldsteinkapelle erbaut. Sie hatte die Innenmaße von 11 Meter Länge, sechs Meter Breite und vier Meter Höhe. Die Kapelle wurde am 4. Februar 1378 durch Erich von Winsen, Weihbischof von Verden, zur Ehre Johannes des Täufers geweiht. Zu dieser Zeit wurden Kirchen nur über Gebeinen von Heiligen erbaut. So erhielt die Ostedter Kapelle 1378 wertvolle Reliquien. Hierbei solle es sich um Knochenteile des Heiligen Gereon und seiner Schwester handeln. Jedes Jahr wird seitdem das Kirchweihfest am 29. August (Tag der Enthauptung Johannes des Täufers) gefeiert, von etwa 1800 an als Erntedankfest. Ende des 19. Jahrhunderts wurde die Kapelle abgerissen, da sie den Ostedtern zu klein wurde. Dabei fand man im Altar alte Dokumente und Reliquien des Heiligen Gereon eingemauert. Diese Reliquien wurden am 29. August 1934 in den Kirchenneubau von 1909 wieder eingemauert, zusammen mit Münzen aus der Zeit und einer Ausgabe des Völkischen Beobachters. Alles wurde luftdicht in einem Zinkbehälter verschlossen.
Am 10. Oktober 1909 wurde die neogotische Kirche, die von dem Uelzer Architekten Eberhard Warnecke errichtet und geplant wurde, eingeweiht. Er war auch für die Planung und den Neubau der Kirche in Wieren verantwortlich. Zur Einweihung schenkte die deutsche Kaiserin und Königin von Preußen der Kirche eine kostbare Altarbibel.
Die vom Pastor und Gemeindegliedern gestiftete große Glocke musste am 3. August 1942 für Kriegszwecke abgeliefert werden. 1959 wurde eine neue Glocke im Turm der Ostedter Kirche installiert. Zusammen mit einer kleineren Glocke von 1520 ruft sie heute zum Gottesdienst.

### Kosten des Neubaus
Im Jahre 1909 wurden die Bau- und Einrichtungskosten auf ca. 40.000 Mark geschätzt. Die tatsächlichen Kosten nach der Abrechnung von 1913 beliefen sich auf ungefähr 65.000 Mark.

## Ausstattung

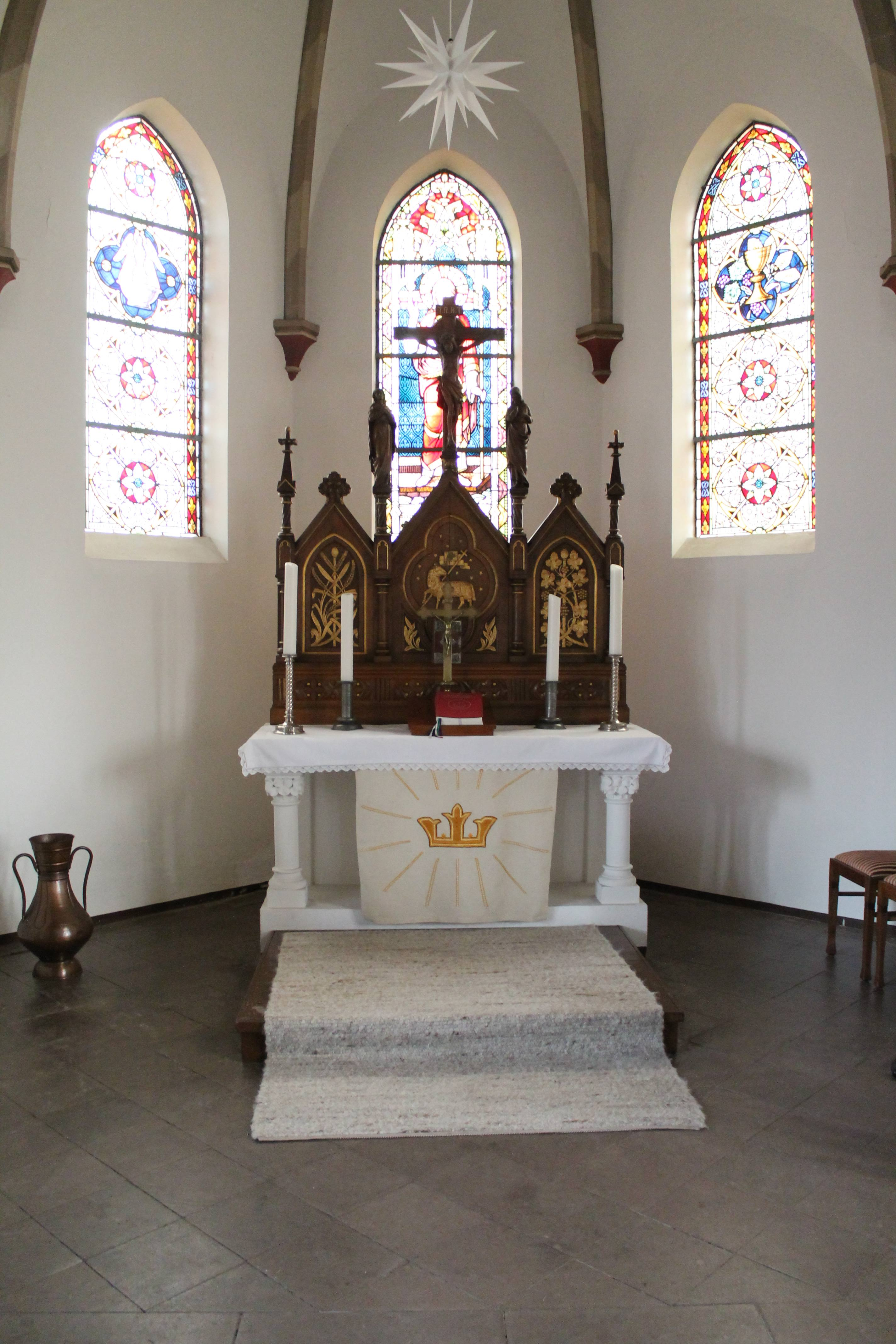
Altar der Ostedter Kirche
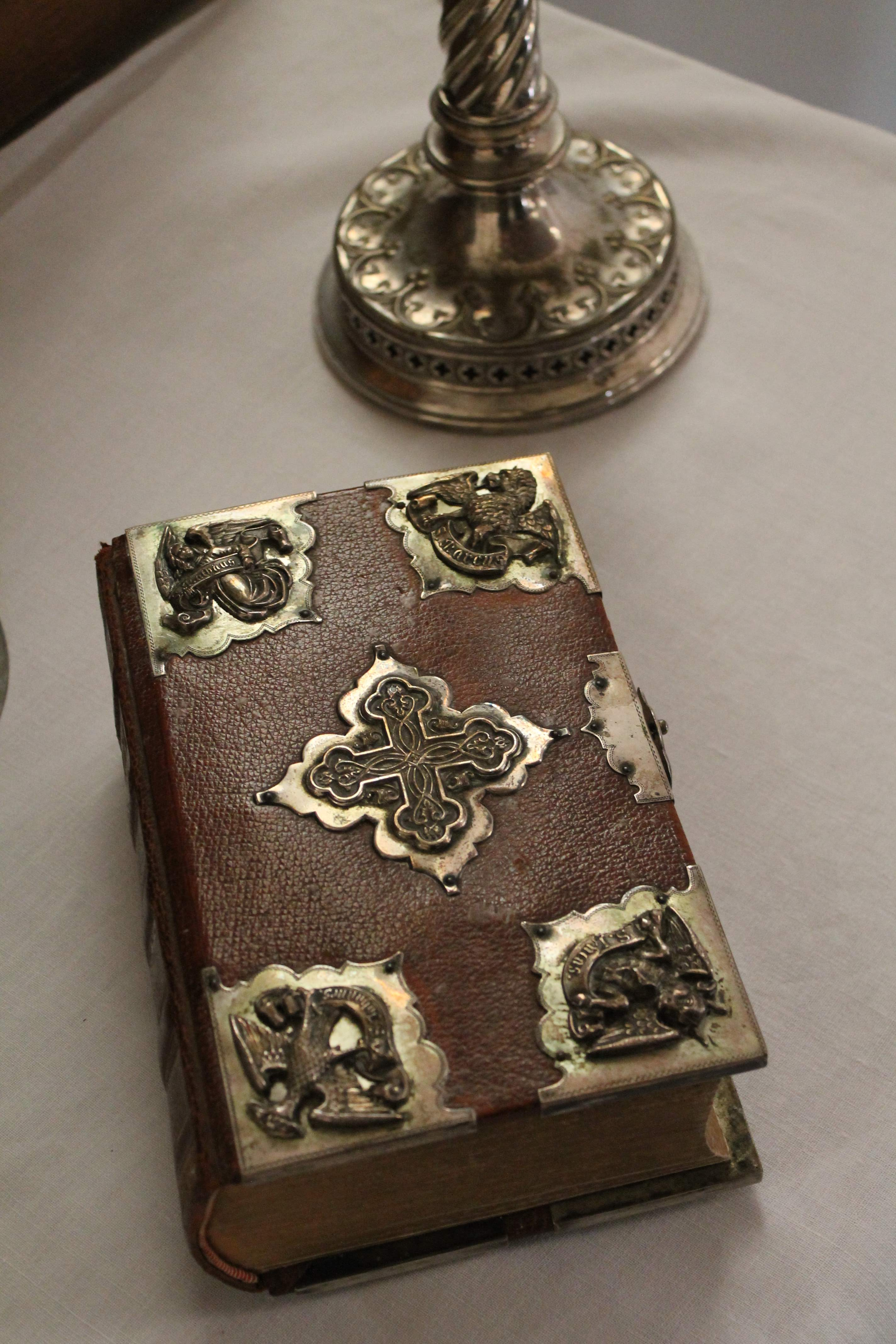
Altarbibel
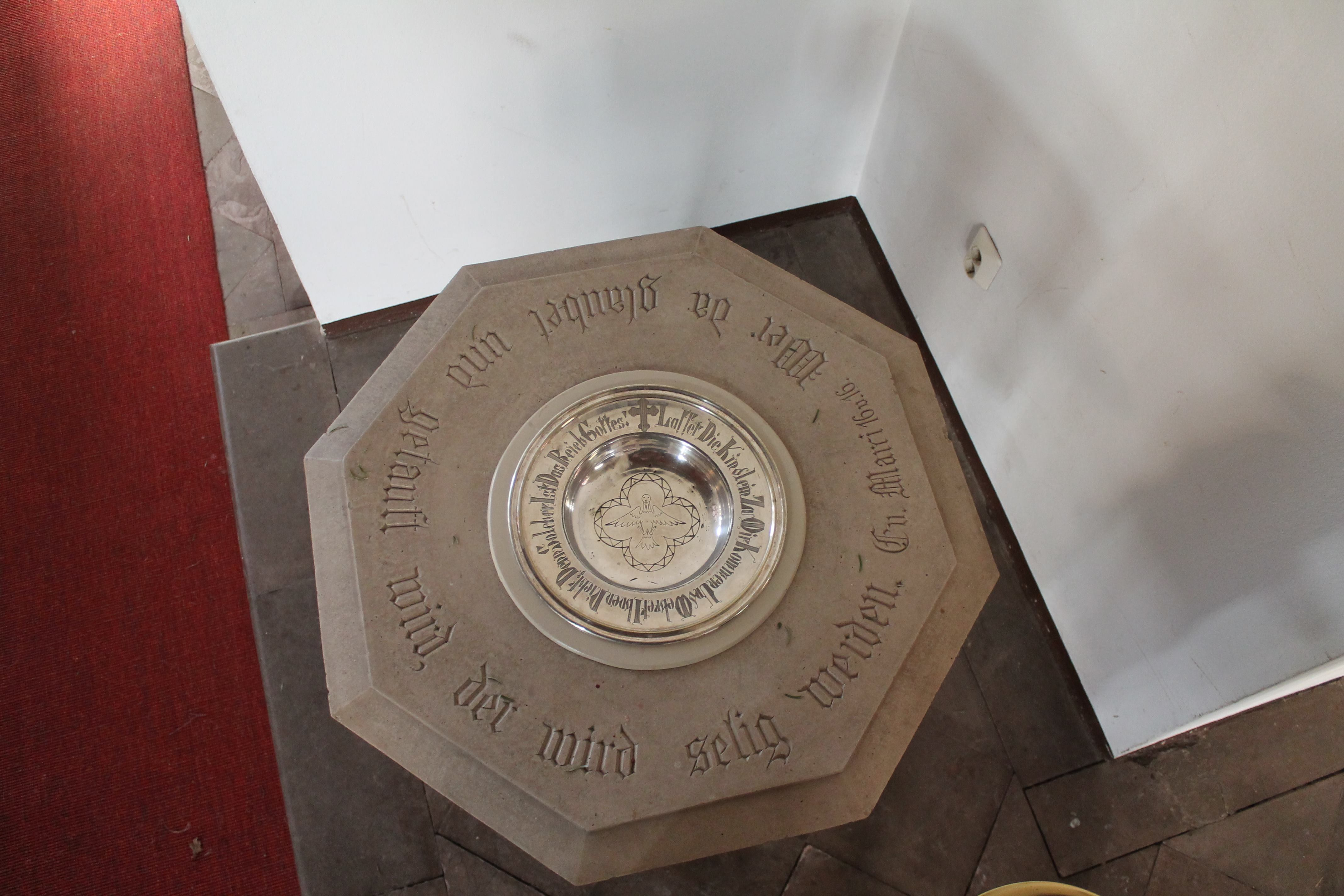
Das Taufbecken
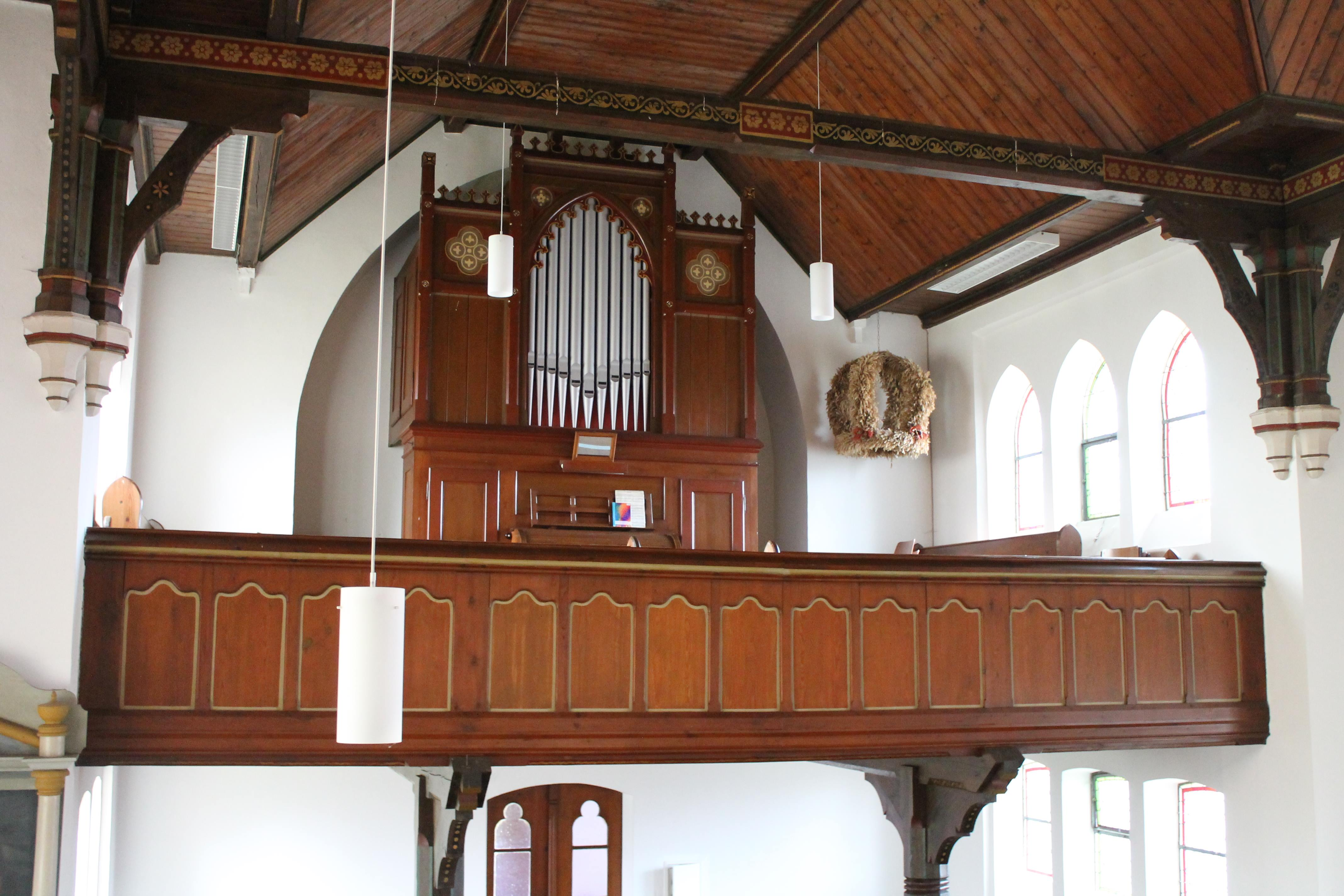
Die Orgel
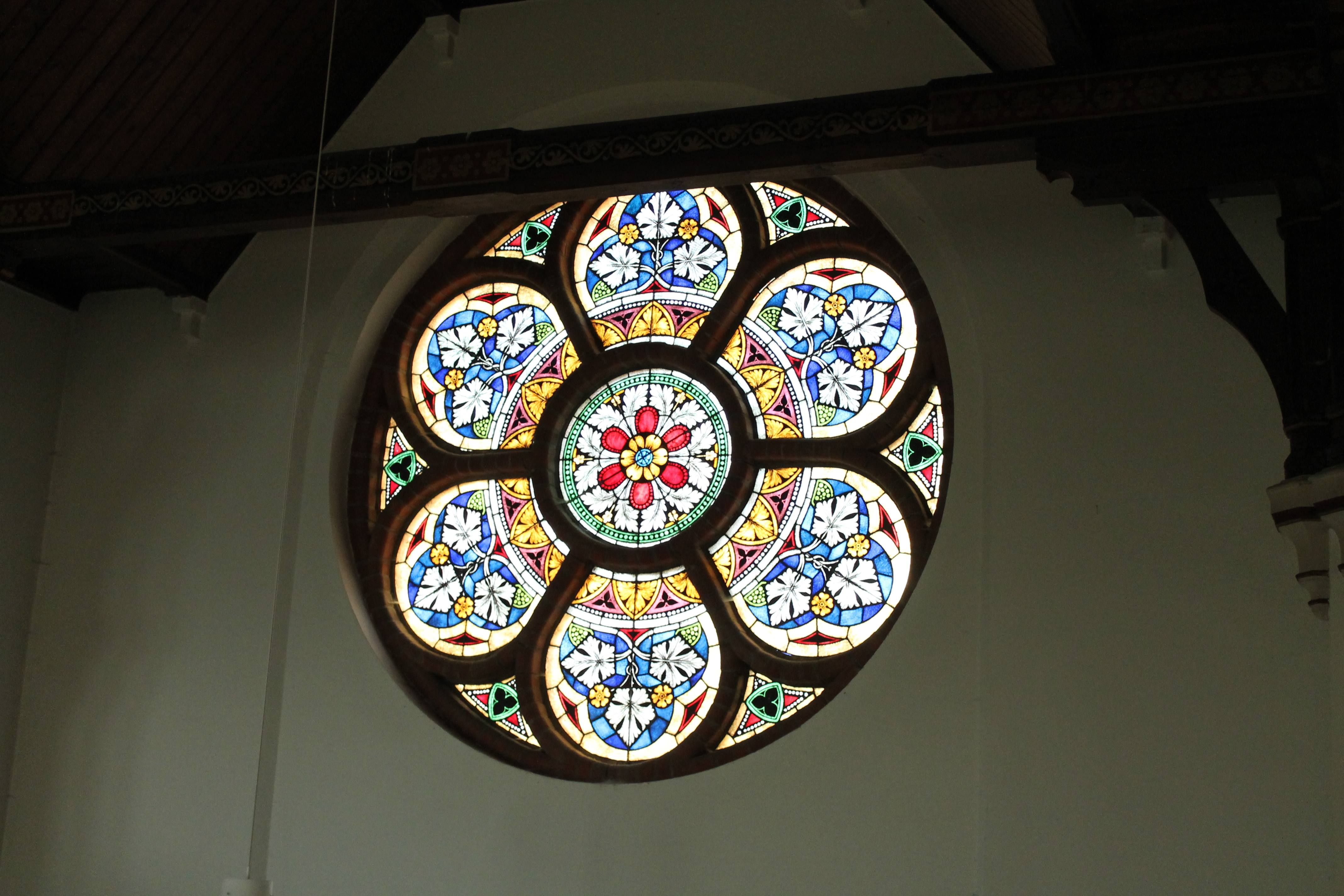
Die Fensterrose
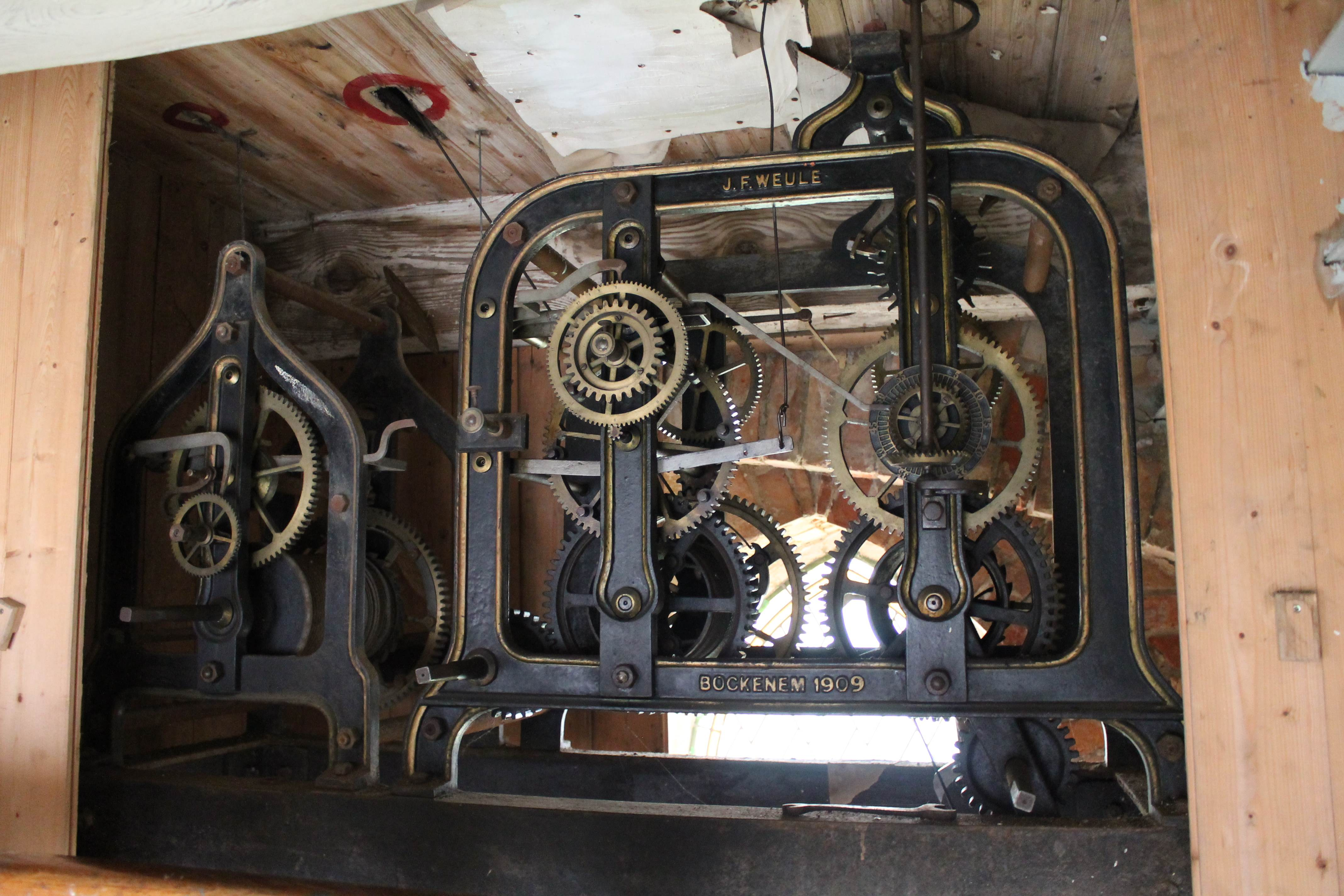
Das Uhrwerk

### Besonderheiten
Im Querschiffgiebel gibt es eine im Licht leuchtende Fensterrose. Auch weicht die Konstruktionsweise der Kirche von der in der Region vorherrschenden Form des Saalbaus ab. Durch ein Querschiff, dessen Arme nahezu die gleiche Höhe, Breite und Tiefe haben, wie das Hauptschiff, entsteht ein Zentralbaucharakter. Lediglich der Westarm ist drei Meter länger als üblich.

### Orgel
Die Orgel wurde 1908 von Furtwängler und Hammer eingebaut. Im Laufe der Zeit erwiesen sich erhebliche Mängel, welche aber dank vieler Spenden und Zuschüsse wieder durch die Orgelbauwerkstatt Johannes Klein aus Oelde/Westfalen beseitigt werden konnten.

### Altarbibel
Zur Einweihung am 10. Oktober 1909 schenkte die letzte deutsche Kaiserin, Auguste Viktoria, der Kirche eine Altarbibel mit eigenhändiger Widmung und Unterschrift. Die dort eingetragenen Worte der Kaiserin lauten: „Fürchte dich nicht, du kleine Herde; denn es ist eures Vaters Wohlgefallen, euch das Reich zu geben.“ (Lukas 12,32)

### Kriegerdenkmal

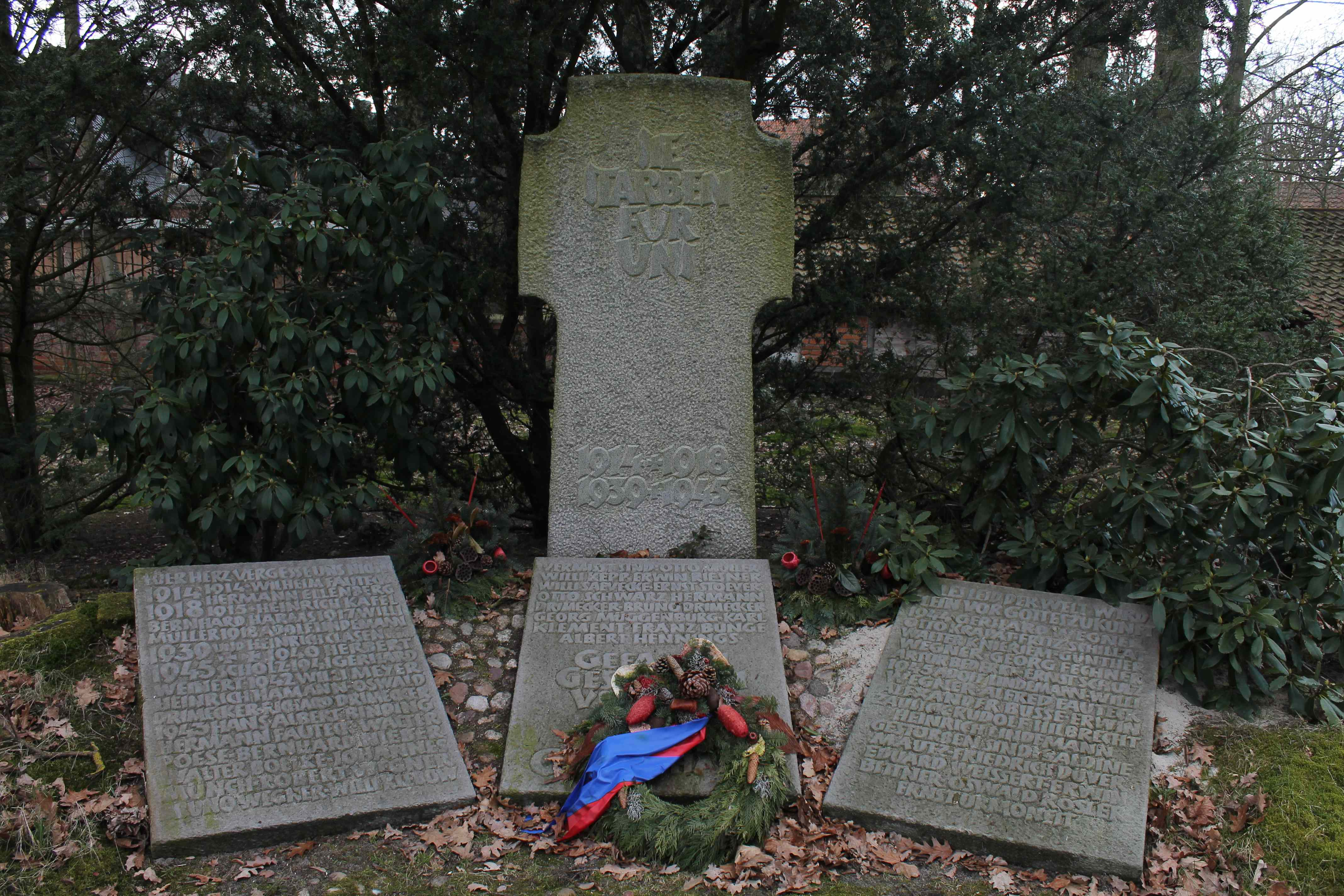
Das Kriegerdenkmal

Das Kriegerdenkmal gedenkt der im Ersten und Zweiten Weltkrieg gefallenen Ostedter. Es wurde 1921 von dem damaligen Pastor Julius Deppe eingeweiht.

### Friedhof
Der Friedhof, welcher ebenfalls von Julius Deppe angelegt wurde (1904), liegt etwas außerhalb von Ostedt; zwischen Ostedt und Könau. Er beherbergt zahlreiche Gräber und eine kleine Friedhofskapelle.

## Pastoren und Pfarrer
- Pfarrer Karsten Ratcke (vom 21. Februar 1498 - ?)
- Johann Franz Bertram ( 1666 - 1708 )
- Ernst Heinrich Bertram ( 1708–1754 )
- Gerhard Falkenhagen ( 1754–1767 )
- Johann Karl Hardegen ( 1768–1772 )
- Conrad Emanuel Wittrock ( 1772–1799 )
- Johann Christian Sparkuhle ( 1799–1819 )
- Friedrich August Hantelmann ( 1820–1843 )
- Karl Friedrich Konrad Reinecke ( 1842–1845 )
- Karl Johann Ferdinand Paul Heinrich Georg Redeker ( 1846–1876 )
- Franz Friedrich Adolf Planthner ( 1877–1890 )
- Julius Christian Deppe ( 1891–1924 )
- Wilhelm Zacharias August Sundermann ( 1924–1964 )
- Vakanzvertretung durch Ulrich Meyer, Suhlendorf ( 1964–1970 ) und Werner Klipp, Suhlendorf ( 1966–1970 )
- Hermann Bremer ( 1970–1973 )
- Vakanzvertretung durch Herbert Bohnke, Wieren ( 1973–1974 )
- Horst Dage ( 1974–1980 )
- Walter Manfred Alfred Scheller ( 1982–1994 )
- Martin Stascheit ( 1994–1997 )
- Thomas Steinke ( 1997–2000 )
- Johannes Kernich ( 2000–2009 )
- Christian Schefe ( 2010–2014 )
- Dorothea Mecking ( seit 2016 )